# Calificările pentru Campionatul Mondial de Fotbal 2018 (UEFA) – Grupa D
Grupa E este una din cele 9 grupe UEFA din calificările pentru Campionatul Mondial de Fotbal 2018. Din această grupă fac parte:  Țara Galilor,  Austria,  Serbia,  Republica Irlanda,  Republica Moldova și  Georgia. 
Tragerea la sorți pentru prima fază (faza grupelor), a avut loc pe 25 iulie 2015, la Palatul Konstinovsky din orașul Sankt Petersburg, Rusia.
Câstigatorii de grupe se vor califica direct pentru Campionatul Mondial de Fotbal 2018. Cele mai bune echipe de pe locul doi se vor califica în play-off.

## Clasament
| Loc | Echipa                | MJ | V | E | Î | GM | GP | DG  | Pct | Calificare                                       |
| --- | --------------------- | -- | - | - | - | -- | -- | --- | --- | ------------------------------------------------ |
| 1   | Serbia (Q)            | 10 | 6 | 3 | 1 | 20 | 10 | +10 | 21  | Calificare la Campionatul Mondial de Fotbal 2018 |
| 2   | Republica Irlanda (A) | 10 | 5 | 4 | 1 | 12 | 6  | +6  | 19  | Posibil Runda secundă                            |
| 3   | Țara Galilor (E)      | 10 | 4 | 5 | 1 | 13 | 6  | +7  | 17  |                                                  |
| 4   | Austria (E)           | 10 | 4 | 3 | 3 | 14 | 12 | +2  | 15  |                                                  |
| 5   | Georgia (E)           | 10 | 0 | 5 | 5 | 8  | 14 | −6  | 5   |                                                  |
| 6   | Republica Moldova (E) | 10 | 0 | 2 | 8 | 4  | 23 | −19 | 2   |                                                  |

1. ↑  Cele mai bune echipe de pe locul doi se vor califica în play-off.

## Meciurile
Meciurile au fost confirmate de UEFA la 26 iulie 2015, în ziua următoare extragerii.
| Georgia      | 1–2                         | Austria                   |
| ------------ | --------------------------- | ------------------------- |
| Ananidze 78' | Report (FIFA) Report (UEFA) | Hinteregger 16' Janko 42' |

| Serbia                      | 2–2                         | Republica Irlanda      |
| --------------------------- | --------------------------- | ---------------------- |
| Kostić 62' Tadić 69' (pen.) | Report (FIFA) Report (UEFA) | Hendrick 3' Murphy 81' |

| Țara Galilor                               | 4–0                         | Republica Moldova |
| ------------------------------------------ | --------------------------- | ----------------- |
| Vokes 38' Allen 44' Bale 51', 90+5' (pen.) | Report (FIFA) Report (UEFA) |                   |

| Austria             | 2–2                         | Țara Galilor                  |
| ------------------- | --------------------------- | ----------------------------- |
| Arnautović 28', 48' | Report (FIFA) Report (UEFA) | Allen 22' Wimmer 45+1' (aut.) |

| Republica Moldova | 0–3                         | Serbia                            |
| ----------------- | --------------------------- | --------------------------------- |
|                   | Report (FIFA) Report (UEFA) | Kostić 19' Ivanović 37' Tadić 60' |

| Republica Irlanda | 1–0                         | Georgia |
| ----------------- | --------------------------- | ------- |
| Coleman 56'       | Report (FIFA) Report (UEFA) |         |

| Țara Galilor | 1–1                         | Georgia         |
| ------------ | --------------------------- | --------------- |
| Bale 10'     | Report (FIFA) Report (UEFA) | Okriashvili 57' |

| Republica Moldova | 1–3                         | Republica Irlanda        |
| ----------------- | --------------------------- | ------------------------ |
| Bugaiov 45+1'     | Report (FIFA) Report (UEFA) | Long 2' McClean 69', 76' |

| Serbia                     | 3–2                         | Austria                |
| -------------------------- | --------------------------- | ---------------------- |
| Mitrović 6', 23' Tadić 74' | Report (FIFA) Report (UEFA) | Sabitzer 16' Janko 62' |

| Austria | 0–1                         | Republica Irlanda |
| ------- | --------------------------- | ----------------- |
|         | Report (FIFA) Report (UEFA) | McClean 48'       |

| Georgia         | 1–1                         | Republica Moldova |
| --------------- | --------------------------- | ----------------- |
| Qazaishvili 16' | Report (FIFA) Report (UEFA) | Gațcan 78'        |

| Țara Galilor | 1–1                         | Serbia          |
| ------------ | --------------------------- | --------------- |
| Bale 30'     | Report (FIFA) Report (UEFA) | A. Mitrović 86' |

| Georgia      | 1–3                         | Serbia                                         |
| ------------ | --------------------------- | ---------------------------------------------- |
| Kacharava 6' | Report (FIFA) Report (UEFA) | Tadić 45' (pen.) A. Mitrović 64' Gaćinović 86' |

| Austria                   | 2–0                         | Republica Moldova |
| ------------------------- | --------------------------- | ----------------- |
| Arnautović 75' Harnik 90' | Report (FIFA) Report (UEFA) |                   |

| Republica Irlanda | 0–0                         | Țara Galilor |
| ----------------- | --------------------------- | ------------ |
|                   | Report (FIFA) Report (UEFA) |              |

| Republica Moldova     | 2–2                         | Georgia                          |
| --------------------- | --------------------------- | -------------------------------- |
| Gînsari 15' Dedov 36' | Report (FIFA) Report (UEFA) | Merebashvili 66' Qazaishvili 70' |

| Republica Irlanda | 1–1                         | Austria         |
| ----------------- | --------------------------- | --------------- |
| Walters 85'       | Report (FIFA) Report (UEFA) | Hinteregger 31' |

| Serbia          | 1–1                         | Țara Galilor      |
| --------------- | --------------------------- | ----------------- |
| A. Mitrović 74' | Report (FIFA) Report (UEFA) | Ramsey 35' (pen.) |

| Georgia         | 1–1                         | Republica Irlanda |
| --------------- | --------------------------- | ----------------- |
| Qazaishvili 34' | Report (FIFA) Report (UEFA) | Duffy 4'          |

| Serbia                                 | 3–0                         | Republica Moldova |
| -------------------------------------- | --------------------------- | ----------------- |
| Gaćinović 20' Kolarov 30' Mitrović 81' | Report (FIFA) Report (UEFA) |                   |

| Țara Galilor | 1–0                         | Austria |
| ------------ | --------------------------- | ------- |
| Woodburn 74' | Report (FIFA) Report (UEFA) |         |

| Austria    | 1–1                         | Georgia   |
| ---------- | --------------------------- | --------- |
| Schaub 43' | Report (FIFA) Report (UEFA) | Gvilia 8' |

| Republica Moldova | 0–2                         | Țara Galilor                 |
| ----------------- | --------------------------- | ---------------------------- |
|                   | Report (FIFA) Report (UEFA) | Robson-Kanu 80' Ramsey 90+3' |

| Republica Irlanda | 0–1                         | Serbia      |
| ----------------- | --------------------------- | ----------- |
|                   | Report (FIFA) Report (UEFA) | Kolarov 55' |

| Georgia | 0–1                         | Țara Galilor |
| ------- | --------------------------- | ------------ |
|         | Report (FIFA) Report (UEFA) | Lawrence 49' |

| Austria                                   | 3–2                         | Serbia                    |
| ----------------------------------------- | --------------------------- | ------------------------- |
| Burgstaller 25' Arnautović 76' Schaub 89' | Report (FIFA) Report (UEFA) | Milivojević 11' Matić 83' |

| Republica Irlanda | 2–0                         | Republica Moldova |
| ----------------- | --------------------------- | ----------------- |
| Murphy 2', 19'    | Report (FIFA) Report (UEFA) |                   |

| Republica Moldova | 0–1                         | Austria    |
| ----------------- | --------------------------- | ---------- |
|                   | Report (FIFA) Report (UEFA) | Schaub 69' |

| Serbia       | 1–0                         | Georgia |
| ------------ | --------------------------- | ------- |
| Prijović 74' | Report (FIFA) Report (UEFA) |         |

| Țara Galilor | 0–1                         | Republica Irlanda |
| ------------ | --------------------------- | ----------------- |
|              | Report (FIFA) Report (UEFA) | McClean 57'       |

## Matcatori
Au fost marcate 71 goluri în 30 meciuri.
6 goluri
- Aleksandar Mitrović

4 goluri
- Marko Arnautović
- James McClean
- Dušan Tadić
- Gareth Bale

3 goluri
- Louis Schaub
- Valeri Qazaishvili
- Daryl Murphy

2 goluri
- Martin Hinteregger
- Marc Janko
- Mijat Gaćinović
- Aleksandar Kolarov
- Filip Kostić
- Joe Allen
- Aaron Ramsey

1 gol
- Guido Burgstaller
- Martin Harnik
- Marcel Sabitzer
- Jano Ananidze
- Valerian Gvilia
- Nika Kacharava
- Giorgi Merebashvili
- Tornike Okriashvili
- Séamus Coleman
- Shane Duffy
- Jeff Hendrick
- Shane Long
- Jonathan Walters
- Igor Bugaiov
- Alexandru Dedov
- Alexandru Gațcan
- Radu Gînsari
- Branislav Ivanović
- Nemanja Matić
- Luka Milivojević
- Aleksandar Prijović
- Tom Lawrence
- Hal Robson-Kanu
- Sam Vokes
- Ben Woodburn

1 autogol
- Kevin Wimmer (Jucând contra Țării Galiei)